# Chthonius bidentatus
Chthonius bidentatus är en spindeldjursart som beskrevs av Beier 1938. Chthonius bidentatus ingår i släktet Chthonius och familjen käkklokrypare. Inga underarter finns listade i Catalogue of Life.